# Mike Umaga
Pour les articles homonymes, voir Umaga.
Pas d'image ? Cliquez ici

a Compétitions nationales et continentales officielles uniquement.

b Matchs officiels uniquement.
Dernière mise à jour le 19 juillet 2025.
 Mike Umaga, né le 19 février 1966 à Auckland (Nouvelle-Zélande), est un joueur international samoan de rugby à XV et de rugby à XIII, évoluant aux postes d'arrière, de centre ou d'ailier à XV et d'Arrière ou de demi d'ouverture à XIII.
Il est frère aîné du centre international néo-zélandais Tana Umaga, le père de Jacob Umaga, international anglais puis samoan, l'oncle de Peter Umaga-Jensen également international néo-zélandais et le cousin de Peter Collins aussi All Black.

## Biographie
Mike Umaga connaît 13 sélections internationales en équipe des Samoa entre 1995 et 1999. Il a sa première cape le 13 avril 1995 contre l'équipe d'Afrique du Sud.

## Statistiques en équipe nationale de rugby à XV
- 13 sélections en équipe des Samoa
- 2 essais, 1 pénalité
- 13 points
- Sélections par saison : 5 en 1995, 3 en 1998, 5 en 1999.
- Participation à la Coupe du monde : 1995 (4 matchs, 4 comme titulaire).